# Henry Charles Andrews

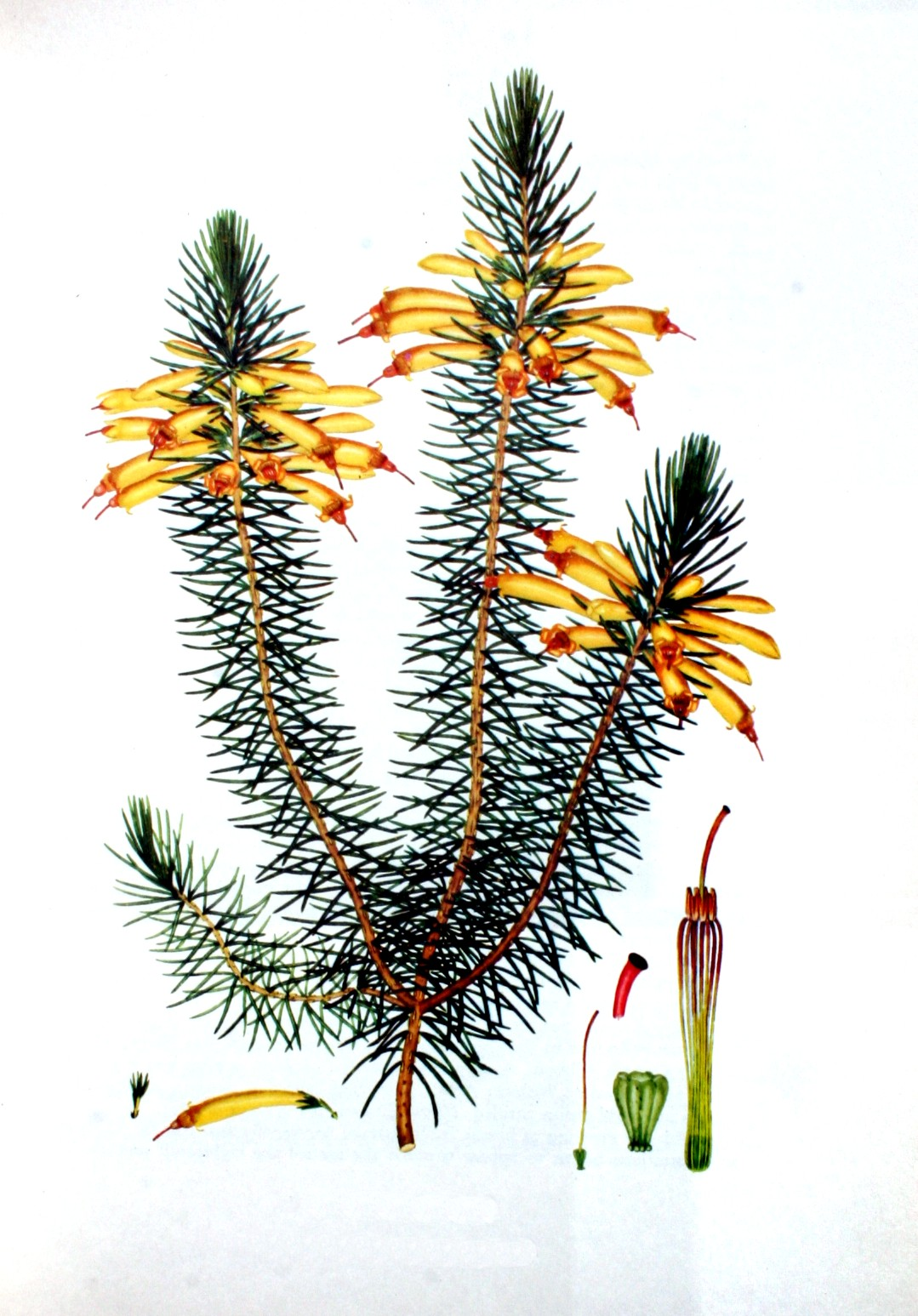
Ilustração de Henry Charles Andrews: Erica grandiflora (em: Coloured Engravings of Heaths, volume I).

Henry Charles Andrews ( fl. 1794 – 1830 ) foi um botânico e ilustrador britânico.

## Biografia
Andrews foi de origem modesta  e os seus conhecimentos sobre botânica eram muito reduzidos. Viveu  durante muito tempo em Knightsbridge e  era casado com a filha de John Kennedy de Hammersmith, viveirista, que o ajudou  nas descrições botânicas publicadas  no The Botanist' s Repository. 
Iniciou a publicação  do The Botanist' s Repository  em 1797,  como rival do Botanical Magazine . Começou  a trabalhar em 1794  em cima de  uma vasta monografia sobre as Ericas. O seu  trabalho Heathery  foi publicado em seis volumes de 1804 a 1812, e a obra Roses,  um trabalho de uma importância equivalente, foi publicado de  1805 a 1828. Todas as ilustrações, quase 300, foram desenhadas, gravadas e pintadas à mão por  ele mesmo. Encarregou-se também da  maior parte das legendas.

## Obras
- The Botanist’s Repository for new, and rare plants. Containing coloured figures of such plants … botanically arranged after the sexual system of … Linnæus, in English and Latin. To each description is added, a short history of the plant, etc. ( publicado pelo autor, Londres, dez volumes, 1797-1814 ?).
- Coloured Engravings of Heaths. The drawings taken from living plants only. With the appropriate specific character, full description, native place of growth, and time of flowering of each; in Latin and English. Each figure accompanied by accurate dissections of the several parts … upon which the specific distinction has been founded, according to the Linnæan system ( publicado pelo autor, Londres, quatro volumes, 1802-1830 ?).
- Geraniums: or, a Monograph of the Genus Geranium, containing coloured figures of all the known species, etc. ( publicado pelo autor, Londres, dois volumes, 1805).